# Gran deessa de Teotihuacan

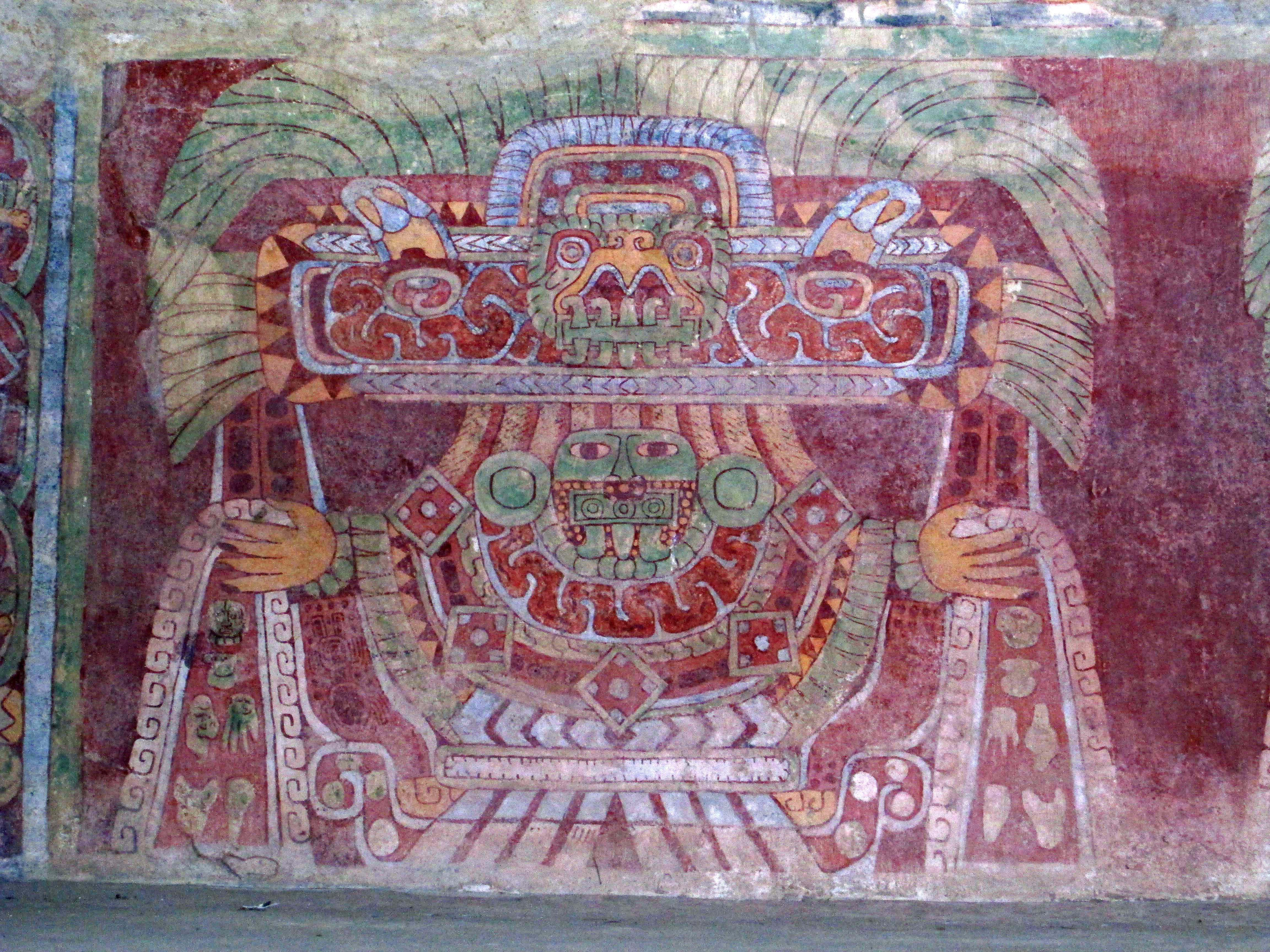
Mural del recinte de Tetitla que mostra un retrat similar.

La Gran Deessa de Teotihuacan (o Dona Aranya de Teotihuacan) és una deessa proposta de la civilització precolombina de Teotihuacan (ca. 100 aC - 700 dC), en el que actualment és Mèxic.

## Descobriment i interpretació
Durant els anys anteriors al 1942, es va trobar una sèrie de murals al recinte de Tepantitla a Teotihuacan. El recinte de Tepantitla va allotjar allò que semblava ser ciutadans d’alt estat i les seves parets (així com gran part de Teotihuacan) estan adornades amb frescos pintats de colors vius. Les figures més grans dels murals representaven deïtats o entitats sobrenaturals complexes i ornamentades. El 1942, l'arqueòleg Alfonso Caso va identificar aquestes figures centrals com un equivalent teotihuacà de Tlàloc, el déu mesoamericà de la pluja i la guerra. Aquesta va ser la visió de consens durant uns 30 anys.
El 1974, Peter Furst va suggerir que els murals mostraven una divinitat femenina, una interpretació de la que es va fer ressò la investigadora Esther Pasztory. L'anàlisi dels murals es va basar en diversos factors, inclosos el gènere de les figures acompanyants, l'ocell verd del tocat i les aranyes que es veuen a sobre de la figura. Pasztory va concloure que les figures representaven una deessa de la vegetació i de la fertilitat que era predecessora de la deessa asteca Xochiquetzal, molt posterior. El 1983, Karl Taube va anomenar aquesta deessa la "Dona Aranya de Teotihuacan". La descripció més neutral d'aquesta divinitat com a "Gran Deessa" ha guanyat acceptació.
La Gran Deessa s'ha identificat des de llavors en altres llocs de Teotihuacan a part de Tepantitla -inclòs el recinte de Tetitla (vegeu la foto següent), el Palau dels Jaguars i el Temple de l'Agricultura, així com en l'art portàtil, inclosos els vaixells i fins i tot a la part posterior d’un mirall de pirita. Es creu que l'estàtua en blocs de 3 metres d’alçada (vegeu la foto següent) que antigament es trobava a prop de la base de la piràmide de la Lluna representa la Gran Deessa, malgrat l’absència del tocat d’ocell o del nasal amb ullals.
Esther Pasztory especula que la Gran Deessa, com a figura maternal distant i ambivalent, va ser capaç de proporcionar una estructura unidora a Teotihuacan que transcendia les divisions dins de la ciutat.

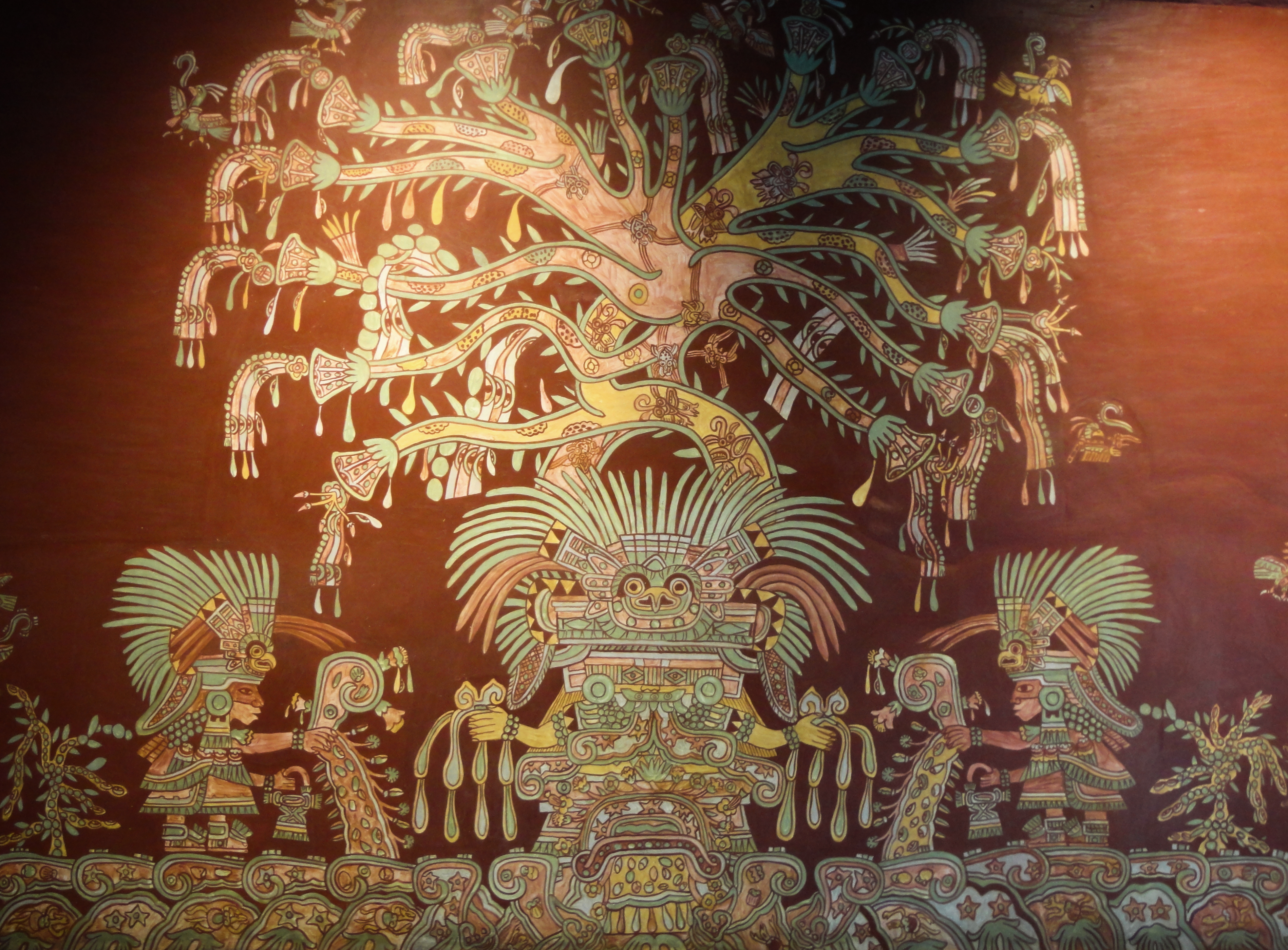
Mural del compost de Tepantitla que mostra el que s'ha identificat com un aspecte de la Gran Deessa de Teotihuacan, a partir d’una reproducció al Museu Nacional d’Antropologia de Ciutat de Mèxic.

### Després de Teotihuacan
La Gran Deessa és aparentment pròpia de Teotihuacan i no apareix fora de la ciutat excepte on es van establir els Teotihuacanos. Hi ha molt poc rastre de la Gran Deessa a la cultura tolteca de la Vall de Mèxic, tot i que s'ha identificat una imatge de deessa de la terra a Stela 1, de Xochicalco, un contemporani tolteca. Tot i que la deessa asteca Chalchitlicue ha estat identificada com a successora de la Gran Deessa de Teotihuacan, l'arqueòloga Janet Catherine Berlo ha suggerit que almenys l'aspecte bèl·lic de la deessa era assumit pel déu protector i déu de la guerra azteca Huitzilopochtli. Aquest aspecte de la Gran Deessa va ser conmemodat amb el mite de Huitzilopochtli, que va matar la seva germana Coyolxauhqui poc després del seu naixement.
Berlo també veu ressons de la Gran Deessa en la veneració de Nostra Senyora de Guadalupe.

## La gran deessa
Les característiques definidores de la Gran Deessa són un tocat d’ocells i un penjoll de nas amb ullals descendents. A les pintures murals de Tepantitla i Tetitla, per exemple, la Gran Deessa porta un tocat de marc que inclou la cara d’un ocell verd, generalment identificat com a mussol o quetzal, i una pinça rectangular adornada amb tres cercles per sota dels quals en pengen tres o cinc ullals. Els ullals externs s'enrotllen des del centre, mentre que els ullals mitjans apunten cap avall. També se la veu sempre amb joies com ara collarets i arracades de perles que solien portar les dones de Teotihuacan. La seva cara es mostra sempre frontalment, ja sigui emmascarada o parcialment tapada, i les seves mans en murals sempre es representen estirades donant aigua, llavors i tresors de jade.
Altres característiques que la defineixen inclouen els colors vermell i groc; cal tenir en compte que la deessa apareix amb un repartiment groguenc als dos murals.
A la representació del compost de Tepantitla, apareix la Gran Deessa amb una vegetació que creix des del seu cap, potser vinyes al·lucinògenes de corretjola gran o l'arbre del món. Aranyes i papallones apareixen a la vegetació i l’aigua goteja de les seves branques i flueix de les mans de la Gran Deessa. L’aigua també flueix des de la part inferior del seu cos. Aquestes moltes representacions de l'aigua van portar Caso a declarar que era una representació del déu de la pluja, Tlàloc.
Sota aquesta representació, separada d’ella per dues serps entrellaçades i un talús-tauler, hi ha una escena que mostra dotzenes de petites figures humanes, que normalment porten només un tapall i sovint mostren un rotllo de veu (vegeu la foto següent). Diverses d’aquestes figures neden als rius entrecreuats que flueixen des d’una muntanya al final de l'escena. Caso va interpretar aquesta escena com l’àmbit del més enllà de Tlaloc, tot i que aquesta interpretació també ha estat discutida, més recentment per María Teresa Uriarte, que fa una interpretació més comuna: que "aquest mural representa Teotihuacan com [la] [prototípica] ciutat civilitzada associada al començament del temp i el calendari".

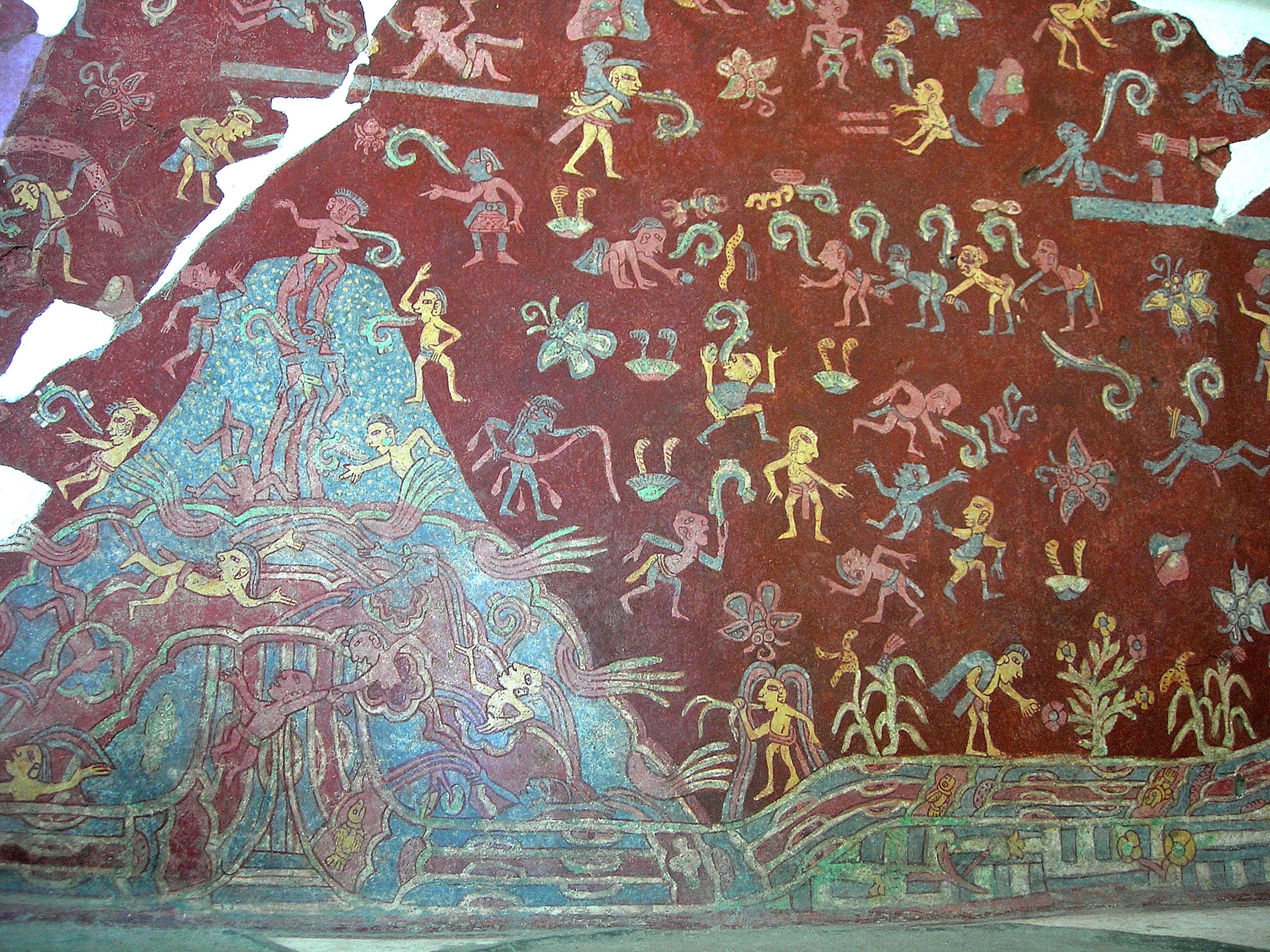
Una part del mural real del recinte de Tepantitla que apareix sota el retrat de la Gran Deessa.

## Domini
Es creu que la Gran Deessa era una deessa de l'inframon, la foscor, la terra, l’aigua, la guerra i possiblement fins i tot la mateixa creació. Per a les antigues civilitzacions de Mesoamèrica, el jaguar, el mussol i, especialment, l’aranya eren considerats criatures de la foscor, sovint trobades a les coves i durant la nit.
En molts murals, la Gran Deessa es mostra amb molts dels aràcnids que corren al fons, a la roba o penjats dels braços. Sovint se la veu amb escuts decorats amb teles d'aranya, cosa que suggereix la seva relació amb la guerra. La Gran Deessa es mostra sovint en entorns paradisíacs, donant regals. Per exemple, el mural de Tepantitla mostra l’aigua que li goteja de les mans mentre es troba al quadre sota el seu retrat, els mortals neden, juguen a pilota i ballen (vegeu la imatge de la dreta). Aquesta aparent delicadesa contrasta amb deïtats asteques similars posteriors com Cihuacoatl, que sovint té un aspecte bèl·lic. Aquest contrast, segons Esther Pasztory, una arqueòloga que ha estudiat Teotihuacan durant molt de temps, s'estén més enllà de les deesses en qüestió fins al nucli de les pròpies cultures teotihuacanes i asteques: "Tot i que no puc demostrar-ho amb precisió, intueixo que l'objectiu asteca era la glòria militar i evitar el col·lapse de l'univers, mentre que l'objectiu de Teotihuacan sembla haver estat la creació del paradís a la terra".
Això no vol dir, però, que la Gran Deessa no tingui el seu aspecte més violent: un fragment mural, probablement de Techinantitla, la mostra com una gran boca amb dents, emmarcada per mans amb urpes.

## Altres interpretacions

### Interpretació de gènere mixte
L’article del 2015 d’Elisa C. Mandell "Una nova anàlisi de l’atribució de gènere de la" gran deessa "de Teotihuacan" publicat per Cambridge desafia la interpretació de la gran deessa com a no només femenina sinó també masculina, una figura de gènere mixte. El sexe s'entén com la diferència biològica i anatòmica entre homes i dones, mentre que el gènere és una identitat social i culturalment construïda. Hi ha desacords entre els historiadors sobre el paper de la biologia en informar el gènere i "si el sexe com a concepte biològic existeix fora de la societat occidental". Hi ha una història d’identitat de gènere mixta dins de la gent mesoamericana i, tenint en compte que la deessa és de Teotihuacan, els models occidentals de gènere binari no s'han d’imposar a figures no occidentals. A més, no hi ha característiques sexuals explícites mostrades de la Gran Deessa, de manera que no es pot deduir el seu sexe.
Hi ha una història d’atributs masculins i femenins que es mostren dins de la mateixa figura de l’art mesoamericà. La deïtat Maia Maize es pot veure com un exemple d'això, tal com planteja Bassie-Sweet. Tenint en compte la importància del blat de moro, que té la capacitat de canviar entre els dos sexes biològics. Amb el fet que la gent mesoamericana es considerava descendent de la planta de blat de moro, aquesta cultura basada en la naturalesa permet l'ambigüitat del sexe i el gènere dins dels pobles. A més, tenim proves que el déu del blat de moro va inspirar a les elits maies, independentment del seu gènere, a portar vestits de gènere mixt per honorar el déu del blat de moro.
L’article de Mandell analitza i reatribueix cada element inclòs a la representació de les deesses en els murals de Tepantitla i Tetitla, reconsiderant el gènere anterior d’aquests elements. Pasztory fa referència als tres elements principals de la deessa: el tocat aviari, els zig-zags grocs i vermells i la barra del nas. Mandell fa referència a moltes representacions de divinitats masculines i femenines on s'inclouen aquests elements, suggerint que és impossible determinar cap gènere específic a partir del tocat, zig-zags i barra del nas. Mandell suggereix llavors que la barreja d’aquests atributs masculí i femení suggereix que la deessa és de gènere mixt.
Més generalment, s'han entès moltes imatges que representen a la deessa per la seva inclusió d’aigua, que també s'entén com un símbol femení. Mandell planteja que no hi ha res intrínsecament femení en aquest líquid. Als murals de Tepantitla i Tetitla, l’aigua s'omple d’objectes en forma de llavor i closca. El líquid amb vida marina i espermatozoides pot representar semen format per espermatozoides, cosa que suggereix una associació masculina. Una de les raons per les quals Pasztory havia afirmat que la deessa era una deïtat femenina és perquè es va entendre que portava un quexquèmitl, que s'associa sovint a figures femenines. Tanmateix, la camisa o capa triangular tenia significats múltiples per a diferents persones que també van canviar amb el pas del temps, i, per tant, no es pot utilitzar com a simple demarcació del sexe o gènere d'una figura. De la mateixa manera, els ornaments de les orelles de la deessa havien estat un factor per desxifrar la divinitat com a femenina. Mandell afirma que no hi ha proves concloents que recolzin aquests ornaments com a femenins i, aquest de l'oïda en particular s'ha vist en déus masculins i femenins. La faldilla curta vista per les figures del mural de Tepantitla s'ha considerat un altre atribut de la feminitat, tot i que a Teotihuacan era més freqüent que els mascles fossin representats en kilt curts. Les figures de perfil del mural de Tepantitla porten petites bosses, que se sap que porten els homes, tal com es veu a les representacions de sacerdots en l'art maia. Mandell afirma que l’ambigüitat i la combinació d’atributs masculí i femení s'haurien de veure com una actuació de gènere mixta, no sotmesa al model binari occidental de gènere.

### Diverses interpretacions dins de la comunitat arqueològica
- En un article del 2006 a l' Ancient Mesoamerica, Zoltán Paulinyi argumenta que la Gran Deessa o la Dona Aranya és "altament especulativa" i és el resultat de fusionar fins a sis déus i deesses no relacionades.
- A "The Olmec Mountain and Tree Creation in Mesoamerican Cosmology", Linda Schele afirma que el mural principal representa "un governant de Teotihuacan o la Gran Deessa".[28]
- Al seu llibre de 2007, The Teotihuacan Trinity, Anna Headrick és prudent en identificar els murals com a retrats de la Gran Deessa, preferint el terme "arbre de muntanya". Headrick identifica l'arbre que brolla del tocat com l'arbre del món mesoamericà.[29]

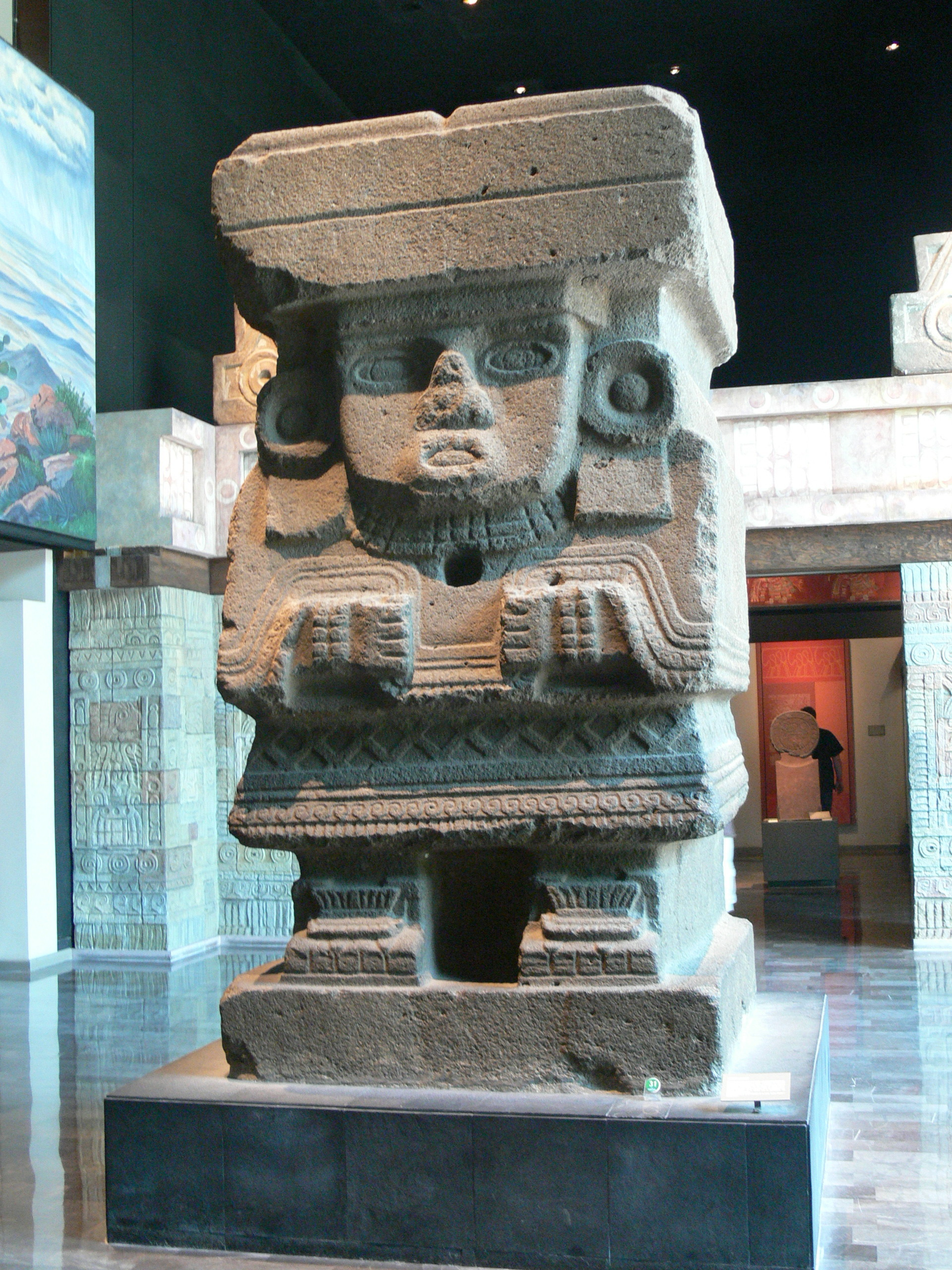
Aquesta estàtua s'identifica generalment com la Gran Deessa i antigament es trobava a prop de la base de la Piràmide de la Lluna.

## Deïtats similars
Alguns indis americans, com el Pueblo i el Navajo, veneraven el que sembla ser una deïtat similar. Coneguda com l’Àvia Aranya, comparteix molts trets amb la Dona Aranya de Teotihuacan.